# امامزاده سلطان مطهر
امام زاده مطهّر در ضلع شمال غرب شهر بومهن و ابتدای ده بومهن واقع شده است. این امامزاده از پسران بلافاصله صادق می‌باشد. در این امامزاده چندین کتیبه وجود دارد و صندوق نفیسی از دوران ملک کیومرث یکم، حاکم پادوسپانیان، به جای مانده‌است. سبک ساخت این امامزاده مشابه معماری امامزادگان در مازندران می‌باشد. در حال حاضر از سال ۱۳۹۰ تا به امروز مدیریت و اجرای برنامه های فرهنگی و هنری و اجتماعی و گردشگری این امامزاده به هیئت رزمندگان اسلام شهر بومهن و زیر نظر اداره اوقاف و امور خیریه شهرستان پردیس می‌باشد. 

## نگارخانه

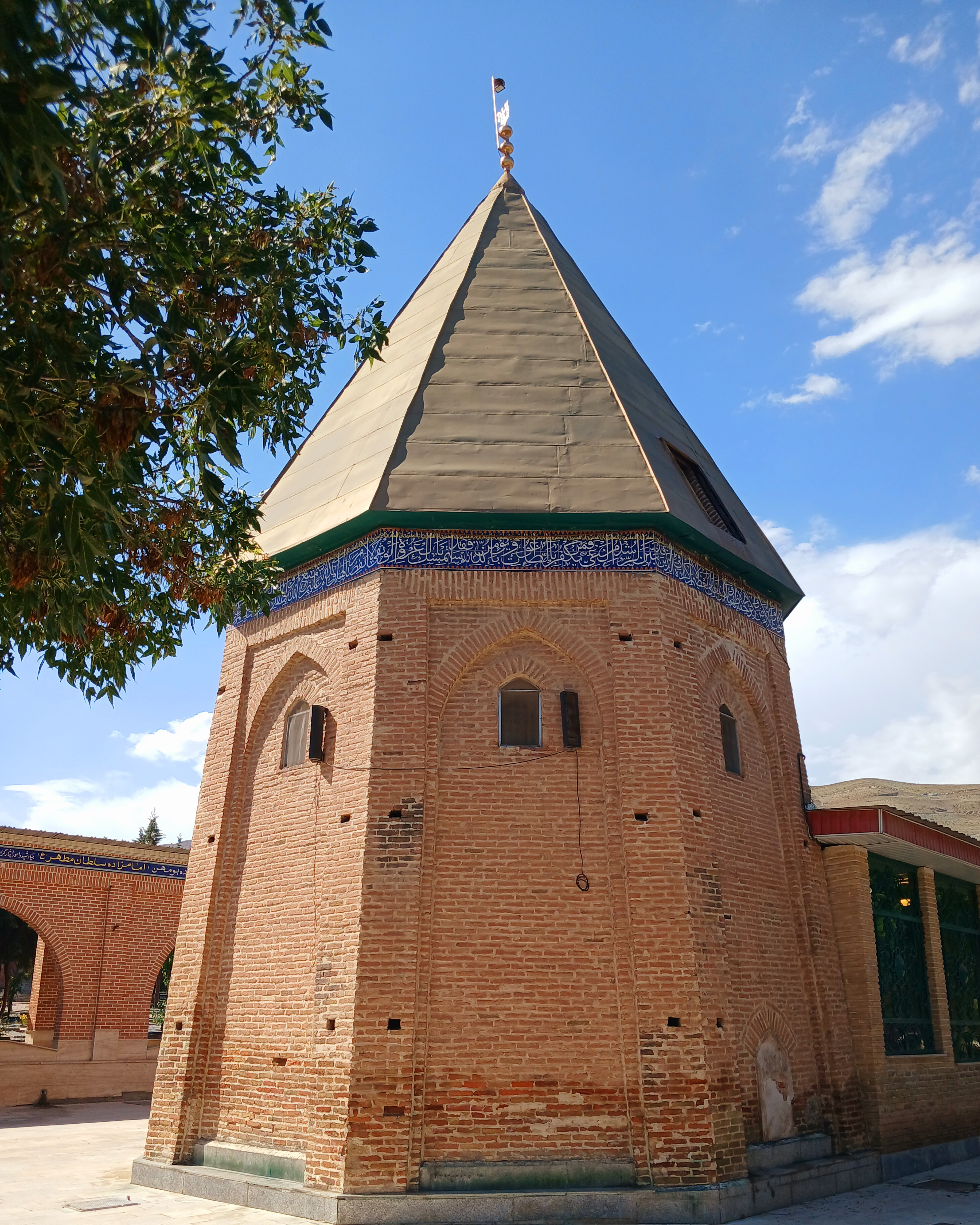
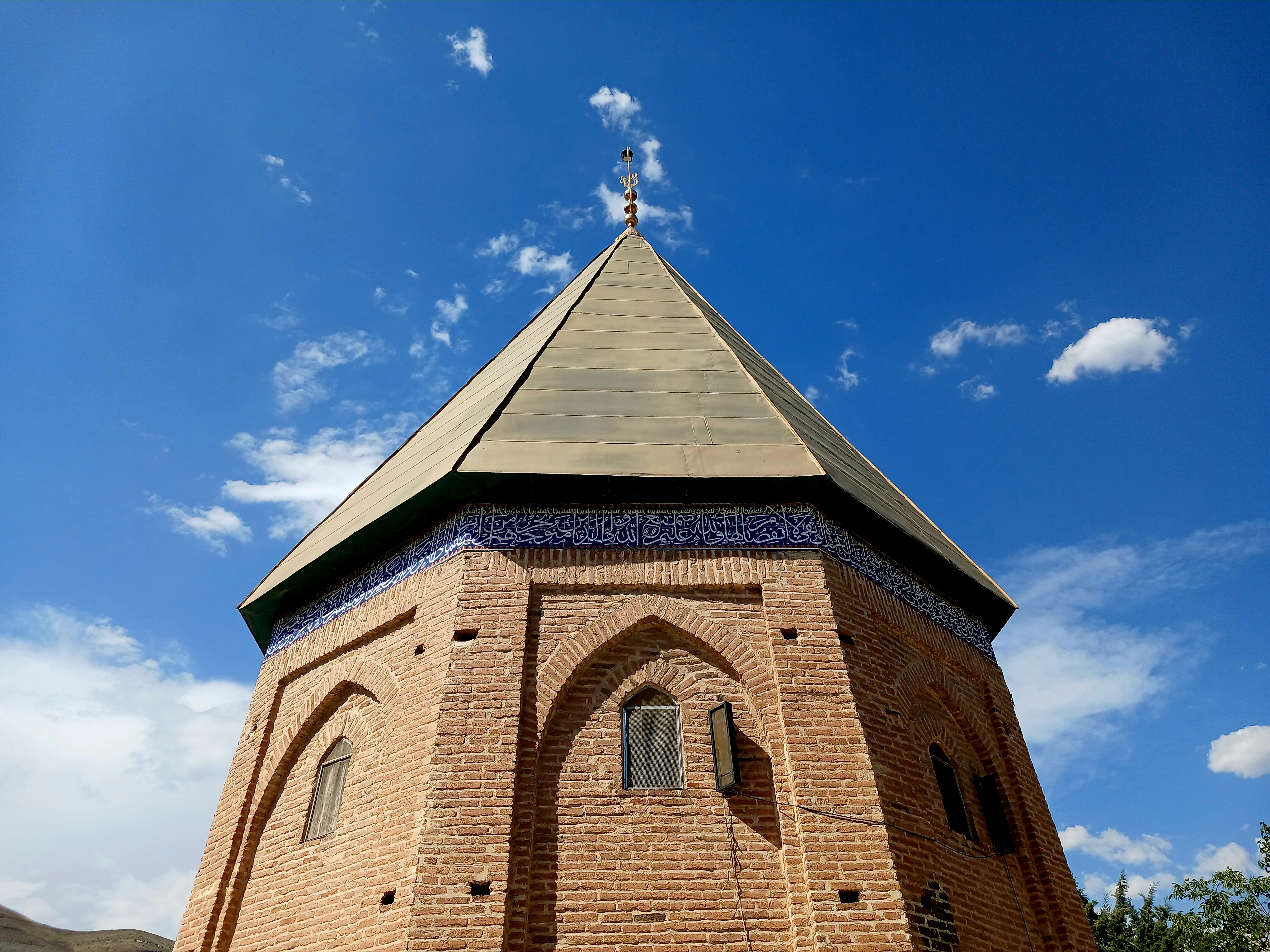
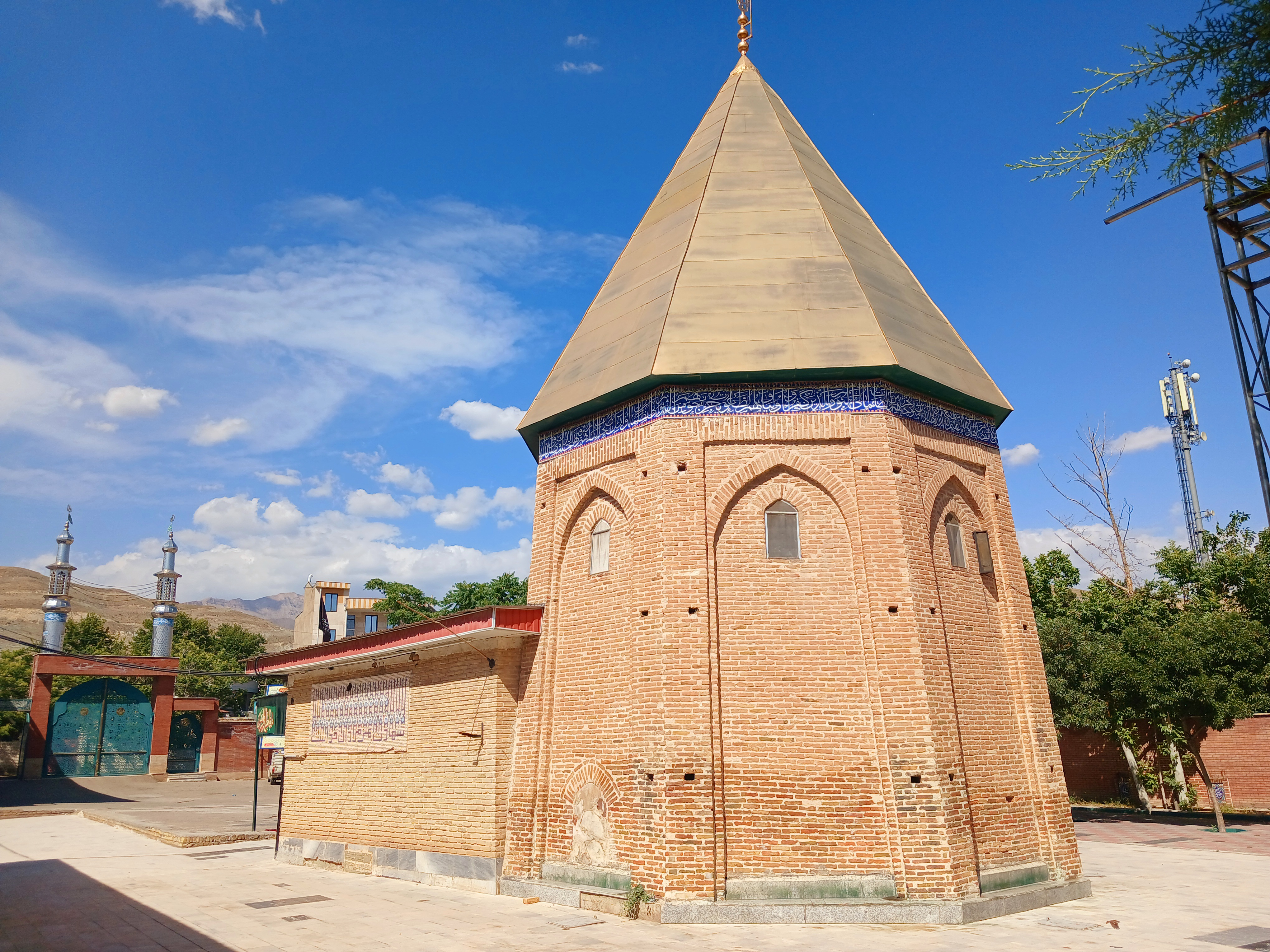
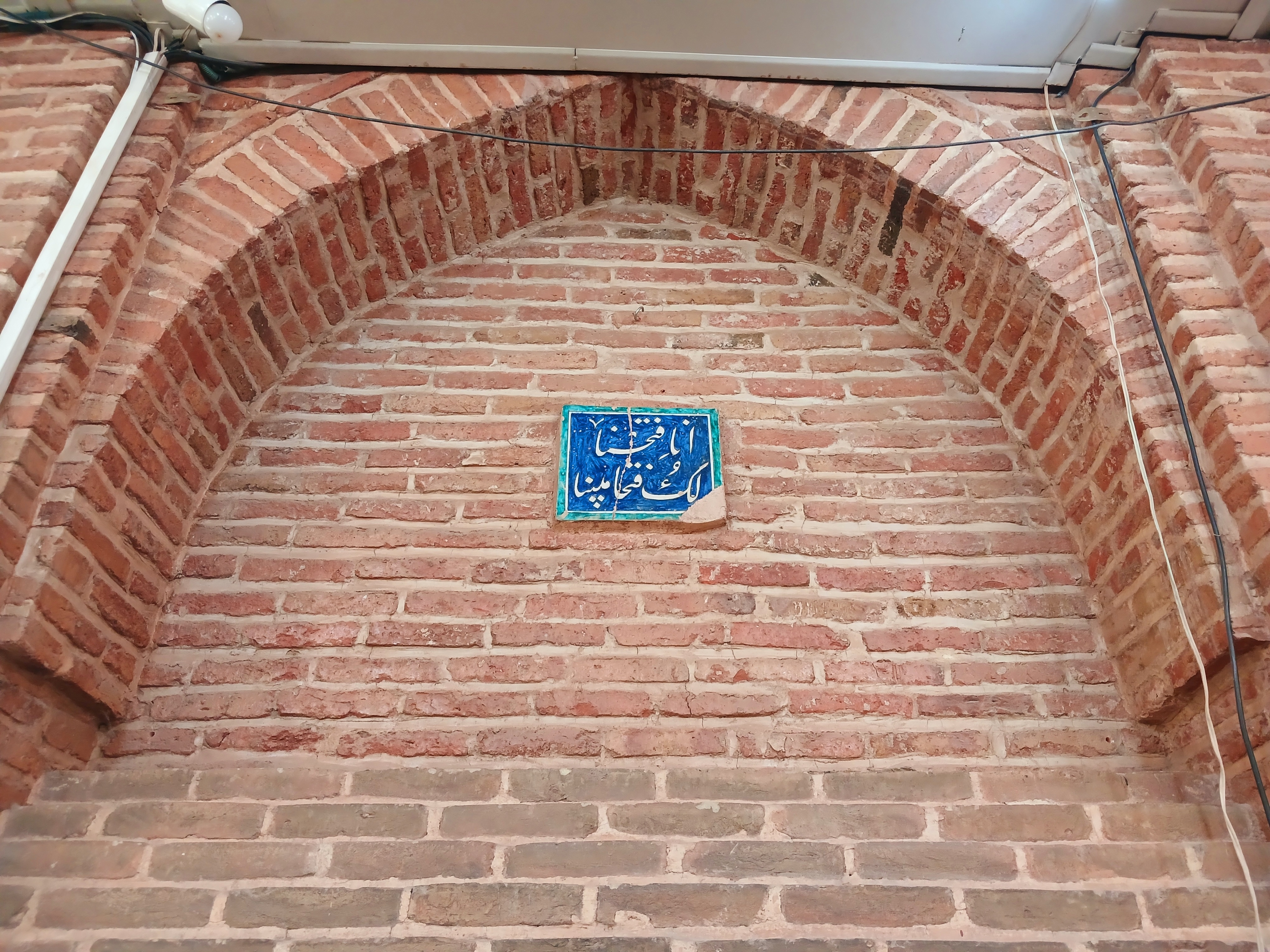
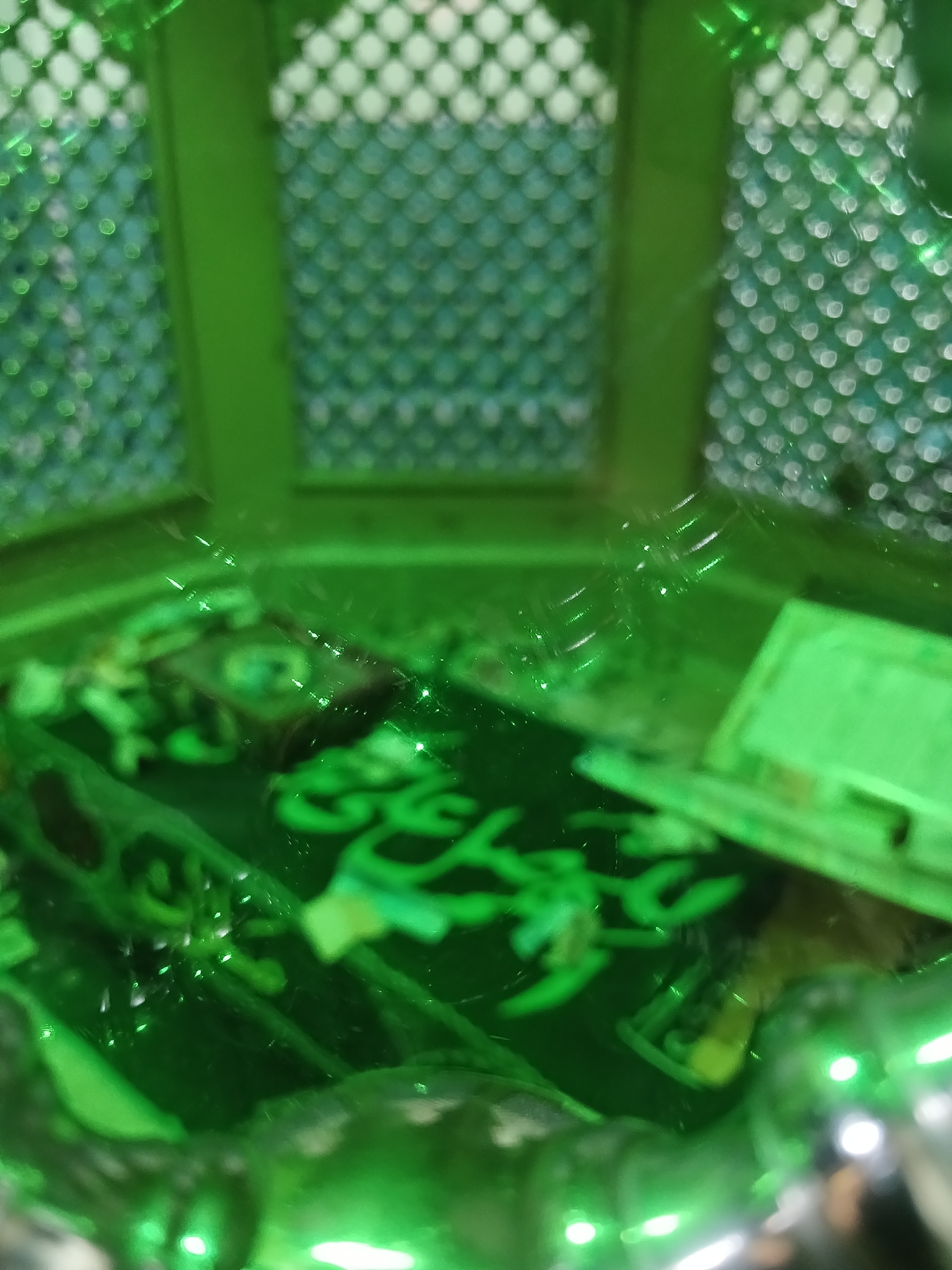